# Jack Hendry
Jack William Hendry (Glasgow, 7 maggio 1995) è un calciatore scozzese, difensore dell'Al-Ettifaq e della nazionale scozzese.

## Carriera

### Club
Cresciuto nel settore giovanile del Celtic, ha militato anche in quelli di Peterborough Utd, Dundee Utd e Partick Thistle. Ha esordito coi professionisti con quest'ultimo club il 23 maggio 2015 nel pareggio per 0-0 contro il Motherwell.
Il 2 giugno 2015 firma un contratto professionistico di un anno con il Partick Thistle, che il 1º settembre 2015 lo ha ceduto a titolo definitivo agli inglesi del Wigan.
Tuttavia nei latics, non trova spazio venendo cedendo in prestito prima allo Shrewsbury Town e poi al MK Dons.
Tuttavia nella sua seconda esperienza in prestito non trova spazio e a gennaio rientra al Wigan.
Il 5 luglio 2017 fa ritorno in Scozia firmando un biennale con il Dundee.
Il 31 gennaio 2018 viene acquistato dal Celtic, facendo ritorno al club dopo 7 anni.
Il 22 gennaio 2020 viene ceduto in prestito al Melbourne City. Tuttavia in Australia trova poco spazio a causa di un infortunio.
Il 31 agosto 2021 viene acquistato dal Club Bruges.
Il 1º settembre 2022 viene ceduto in prestito alla Cremonese. Dieci giorni dopo esordisce con i grigiorossi ed in serie A nella trasferta in casa dell'Atalanta, subentrando nel finale a Leonardo Sernicola.
Il 26 gennaio 2023 il prestito viene rescisso e lui fa ritorno al Club Bruges.
Il 26 luglio 2023 viene acquistato dall'Al-Ettifaq firmando un contratto triennale, valido fino al 30 giugno 2026.

### Nazionale
Il 27 marzo 2018 esordisce in nazionale maggiore nell'amichevole vinta 0-1 contro l'Ungheria.
Convocato per Euro 2020, realizza la sua prima rete per la Scozia nell'amichevole pre-manifestazione pareggiata per 2-2 contro i Paesi Bassi l 2 giugno 2021.

## Statistiche

### Presenze e reti nei club
Statistiche aggiornate al 15 gennaio 2023.
| Stagione               | Club                   | Campionato             | Campionato | Campionato | Coppe nazionali | Coppe nazionali | Coppe nazionali | Coppe continentali | Coppe continentali | Coppe continentali | Altre coppe | Altre coppe | Altre coppe | Totale | Totale |
| Stagione               | Club                   | Comp                   | Pres       | Reti       | Comp            | Pres            | Reti            | Comp               | Pres               | Reti               | Comp        | Pres        | Reti        | Pres   | Reti   |
| ---------------------- | ---------------------- | ---------------------- | ---------- | ---------- | --------------- | --------------- | --------------- | ------------------ | ------------------ | ------------------ | ----------- | ----------- | ----------- | ------ | ------ |
| 2014-2015              | Partick Thistle        | SP                     | 1          | 0          | -               | -               | -               | -                  | -                  | -                  | -           | -           | -           | 1      | 0      |
| ago.-set. 2015         | Partick Thistle        | SP                     | 3          | 0          | CdL             | 1               | 0               | -                  | -                  | -                  | -           | -           | -           | 4      | 0      |
| Totale Partick Thistle | Totale Partick Thistle | Totale Partick Thistle | 4          | 0          |                 | 1               | 0               |                    | -                  | -                  |             | -           | -           | 5      | 0      |
| set. 2015-mar. 2016    | Wigan                  | FL1                    | 0          | 0          | -               | -               | -               | -                  | -                  | -                  | FLT         | 3           | 0           | 3      | 0      |
| mar.-mag. 2016         | Shrewsbury Town        | FL1                    | 6          | 0          | -               | -               | -               | -                  | -                  | -                  | -           | -           | -           | 6      | 0      |
| lug.-ago. 2016         | Wigan                  | FLC                    | 0          | 0          | -               | -               | -               | -                  | -                  | -                  | -           | -           | -           | 0      | 0      |
| ago. 2016-gen. 2017    | MK Dons                | FL1                    | 7          | 0          | FACup           | 2               | 0               | -                  | -                  | -                  | FLT         | 3           | 0           | 12     | 0      |
| gen.-giu. 2017         | Wigan                  | FLC                    | 0          | 0          | -               | -               | -               | -                  | -                  | -                  | -           | -           | -           | 0      | 0      |
| Totale Wigan           | Totale Wigan           | Totale Wigan           | 0          | 0          |                 | -               | -               |                    | -                  | -                  |             | 3           | 0           | 3      | 0      |
| 2017-gen. 2018         | Dundee                 | SP                     | 24         | 1          | SC+CdL          | 1+5             | 0+1             | -                  | -                  | -                  | -           | -           | -           | 30     | 2      |
| gen.-giu. 2018         | Celtic                 | SP                     | 11         | 0          | -               | -               | -               | -                  | -                  | -                  | -           | -           | -           | 11     | 0      |
| 2018-2019              | Celtic                 | SP                     | 4          | 0          | SC+CdL          | 0+3             | 0               | UCL+UEL            | 6+2                | 0                  | -           | -           | -           | 15     | 0      |
| 2019-gen. 2020         | Celtic                 | SP                     | 0          | 0          | CdL             | 1               | 0               | -                  | -                  | -                  | -           | -           | -           | 1      | 0      |
| Totale Celtic          | Totale Celtic          | Totale Celtic          | 15         | 0          |                 | 4               | 0               |                    | 8                  | 0                  |             | -           | -           | 27     | 0      |
| gen.-giu. 2020         | Melbourne City         | AL                     | 2          | 0          | -               | -               | -               | -                  | -                  | -                  | -           | -           | -           | 2      | 0      |
| 2020-2021              | Ostenda                | PL                     | 30         | 2          | -               | -               | -               | -                  | -                  | -                  | -           | -           | -           | 30     | 2      |
| lug.-ago. 2021         | Ostenda                | PL                     | 6          | 0          | -               | -               | -               | -                  | -                  | -                  | -           | -           | -           | 6      | 0      |
| Totale Ostenda         | Totale Ostenda         | Totale Ostenda         | 36         | 2          |                 | -               | -               |                    | -                  | -                  |             | -           | -           | 36     | 2      |
| ago. 2021-2022         | Club Bruges            | PL                     | 23         | 1          | CB              | 3               | 0               | UCL                | 6                  | 0                  | -           | -           | -           | 32     | 1      |
| lug.-ago. 2022         | Club Bruges            | PL                     | 1          | 0          | -               | -               | -               | -                  | -                  | -                  | -           | -           | -           | 1      | 0      |
| Totale Club Bruges     | Totale Club Bruges     | Totale Club Bruges     | 24         | 1          |                 | 3               | 0               |                    | 6                  | 0                  |             | -           | -           | 33     | 1      |
| 2022-gen. 2023         | Cremonese              | A                      | 4          | 0          | CI              | 2               | 0               | -                  | -                  | -                  | -           | -           | -           | 6      | 0      |
| gen.-giu. 2023         | Club Bruges            | PL                     | 8          | 0          | -               | -               | -               | UCL                | 1                  | 0                  | -           | -           | -           | 9      | 0      |
| 2023-2024              | Al-Ettifaq             | SPL                    | 34         | 0          | KCC             | 2               | 0               | -                  | -                  | -                  | -           | -           | -           | 36     | 0      |
| Totale carriera        | Totale carriera        | Totale carriera        | 158        | 4          |                 | 20              | 1               |                    | 15                 | 0                  |             | 6           | 0           | 199    | 5      |

### Cronologia presenze e reti in nazionale
| Cronologia completa delle presenze e delle reti in nazionale ― Scozia | Cronologia completa delle presenze e delle reti in nazionale ― Scozia | Cronologia completa delle presenze e delle reti in nazionale ― Scozia | Cronologia completa delle presenze e delle reti in nazionale ― Scozia | Cronologia completa delle presenze e delle reti in nazionale ― Scozia | Cronologia completa delle presenze e delle reti in nazionale ― Scozia | Cronologia completa delle presenze e delle reti in nazionale ― Scozia | Cronologia completa delle presenze e delle reti in nazionale ― Scozia |
| Data                                                                  | Città                                                                 | In casa                                                               | Risultato                                                             | Ospiti                                                                | Competizione                                                          | Reti                                                                  | Note                                                                  |
| --------------------------------------------------------------------- | --------------------------------------------------------------------- | --------------------------------------------------------------------- | --------------------------------------------------------------------- | --------------------------------------------------------------------- | --------------------------------------------------------------------- | --------------------------------------------------------------------- | --------------------------------------------------------------------- |
| 27-3-2018                                                             | Budapest                                                              | Ungheria                                                              | 0 – 1                                                                 | Scozia                                                                | Amichevole                                                            | -                                                                     |                                                                       |
| 2-6-2018                                                              | Città del Messico                                                     | Messico                                                               | 1 – 0                                                                 | Scozia                                                                | Amichevole                                                            | -                                                                     |                                                                       |
| 14-10-2018                                                            | Londra                                                                | Scozia                                                                | 1 – 3                                                                 | Portogallo                                                            | Amichevole                                                            | -                                                                     |                                                                       |
| 25-3-2021                                                             | Glasgow                                                               | Scozia                                                                | 2 – 2                                                                 | Moldavia                                                              | Qual. Mondiali 2022                                                   | -                                                                     |                                                                       |
| 28-3-2021                                                             | Tel Aviv                                                              | Israele                                                               | 1 – 1                                                                 | Scozia                                                                | Qual. Mondiali 2022                                                   | -                                                                     | 28’ 46’                                                               |
| 2-6-2021                                                              | Faro                                                                  | Paesi Bassi                                                           | 2 – 2                                                                 | Scozia                                                                | Amichevole                                                            | 1                                                                     |                                                                       |
| 14-6-2021                                                             | Glasgow                                                               | Scozia                                                                | 0 – 2                                                                 | Rep. Ceca                                                             | Euro 2020 - 1º turno                                                  | -                                                                     | 67’                                                                   |
| 4-9-2021                                                              | Glasgow                                                               | Scozia                                                                | 1 – 0                                                                 | Moldavia                                                              | Qual. Mondiali 2022                                                   | -                                                                     |                                                                       |
| 7-9-2021                                                              | Vienna                                                                | Austria                                                               | 0 – 1                                                                 | Scozia                                                                | Qual. Mondiali 2022                                                   | -                                                                     |                                                                       |
| 9-10-2021                                                             | Glasgow                                                               | Scozia                                                                | 3 – 2                                                                 | Israele                                                               | Qual. Mondiali 2022                                                   | -                                                                     |                                                                       |
| 12-10-2021                                                            | Tórshavn                                                              | Fær Øer                                                               | 0 – 1                                                                 | Scozia                                                                | Qual. Mondiali 2022                                                   | -                                                                     | 68’                                                                   |
| 12-11-2021                                                            | Chișinău                                                              | Moldavia                                                              | 0 – 2                                                                 | Scozia                                                                | Qual. Mondiali 2022                                                   | -                                                                     |                                                                       |
| 29-3-2022                                                             | Vienna                                                                | Austria                                                               | 2 – 2                                                                 | Scozia                                                                | Amichevole                                                            | 1                                                                     |                                                                       |
| 1-6-2022                                                              | Glasgow                                                               | Scozia                                                                | 1 – 3                                                                 | Ucraina                                                               | UEFA Nations League 2022-2023 - 1º turno                              | -                                                                     | 67’                                                                   |
| 8-6-2022                                                              | Glasgow                                                               | Scozia                                                                | 2 – 0                                                                 | Armenia                                                               | UEFA Nations League 2022-2023 - 1º turno                              | -                                                                     |                                                                       |
| 11-6-2022                                                             | Dublino                                                               | Irlanda                                                               | 3 – 0                                                                 | Scozia                                                                | UEFA Nations League 2022-2023 - 1º turno                              | -                                                                     | 46’                                                                   |
| 14-6-2022                                                             | Erevan                                                                | Armenia                                                               | 1 – 4                                                                 | Scozia                                                                | UEFA Nations League 2022-2023 - 1º turno                              | -                                                                     |                                                                       |
| 21-9-2022                                                             | Glasgow                                                               | Scozia                                                                | 3 – 0                                                                 | Ucraina                                                               | UEFA Nations League 2022-2023 - 1º turno                              | -                                                                     |                                                                       |
| 24-9-2022                                                             | Glasgow                                                               | Scozia                                                                | 2 – 1                                                                 | Irlanda                                                               | UEFA Nations League 2022-2023 - 1º turno                              | 1                                                                     | 90+5’                                                                 |
| 27-9-2022                                                             | Cracovia                                                              | Ucraina                                                               | 0 – 0                                                                 | Scozia                                                                | UEFA Nations League 2022-2023 - 1º turno                              | -                                                                     |                                                                       |
| 16-11-2022                                                            | Diyarbakır                                                            | Turchia                                                               | 2 – 1                                                                 | Scozia                                                                | Amichevole                                                            | -                                                                     |                                                                       |
| 17-6-2023                                                             | Oslo                                                                  | Norvegia                                                              | 1 – 2                                                                 | Scozia                                                                | Qual. Euro 2024                                                       | -                                                                     | 41’                                                                   |
| 20-6-2023                                                             | Glasgow                                                               | Scozia                                                                | 2 – 0                                                                 | Georgia                                                               | Qual. Euro 2024                                                       | -                                                                     |                                                                       |
| 8-9-2023                                                              | Larnaca                                                               | Cipro                                                                 | 0 – 3                                                                 | Scozia                                                                | Qual. Euro 2024                                                       | -                                                                     |                                                                       |
| 12-9-2023                                                             | Glasgow                                                               | Scozia                                                                | 1 – 3                                                                 | Inghilterra                                                           | Amichevole                                                            | -                                                                     | 42’                                                                   |
| 12-10-2023                                                            | Siviglia                                                              | Spagna                                                                | 2 – 0                                                                 | Scozia                                                                | Qual. Euro 2024                                                       | -                                                                     | 84’                                                                   |
| 17-10-2023                                                            | Villeneuve d'Ascq                                                     | Francia                                                               | 4 – 1                                                                 | Scozia                                                                | Amichevole                                                            | -                                                                     |                                                                       |
| 19-11-2023                                                            | Glasgow                                                               | Scozia                                                                | 3 – 3                                                                 | Norvegia                                                              | Qual. Euro 2024                                                       | -                                                                     |                                                                       |
| 22-3-2024                                                             | Amsterdam                                                             | Paesi Bassi                                                           | 4 – 0                                                                 | Scozia                                                                | Amichevole                                                            | -                                                                     |                                                                       |
| 26-3-2024                                                             | Glasgow                                                               | Scozia                                                                | 0 – 1                                                                 | Irlanda del Nord                                                      | Amichevole                                                            | -                                                                     |                                                                       |
| 7-6-2024                                                              | Glasgow                                                               | Scozia                                                                | 2 – 2                                                                 | Finlandia                                                             | Amichevole                                                            | -                                                                     |                                                                       |
| 14-6-2024                                                             | Monaco di Baviera                                                     | Germania                                                              | 5 – 1                                                                 | Scozia                                                                | Euro 2024 - 1º turno                                                  | -                                                                     |                                                                       |
| 19-6-2024                                                             | Colonia                                                               | Scozia                                                                | 1 – 1                                                                 | Svizzera                                                              | Euro 2024 - 1º turno                                                  | -                                                                     |                                                                       |
| 23-6-2024                                                             | Stoccarda                                                             | Scozia                                                                | 0 – 1                                                                 | Ungheria                                                              | Euro 2024 - 1º turno                                                  | -                                                                     |                                                                       |
| 9-6-2025                                                              | Vaduz                                                                 | Liechtenstein                                                         | 0 – 4                                                                 | Scozia                                                                | Amichevole                                                            | -                                                                     |                                                                       |
| Totale                                                                |                                                                       | Presenze                                                              | 35                                                                    |                                                                       | Reti                                                                  | 3                                                                     |                                                                       |

## Palmarès

### Club

#### Competizioni nazionali
- Campionato scozzese: 2

Celtic: 2017-2018, 2018-2019
- Coppa di Scozia: 2

Celtic: 2017-2018, 2018-2019
- Coppa di Lega scozzese: 2

Celtic: 2018-2019, 2019-2020
- Campionato belga: 1

Club Bruges: 2021-2022
- Supercoppa del Belgio: 1

Club Bruges: 2022